# 에이드스볼

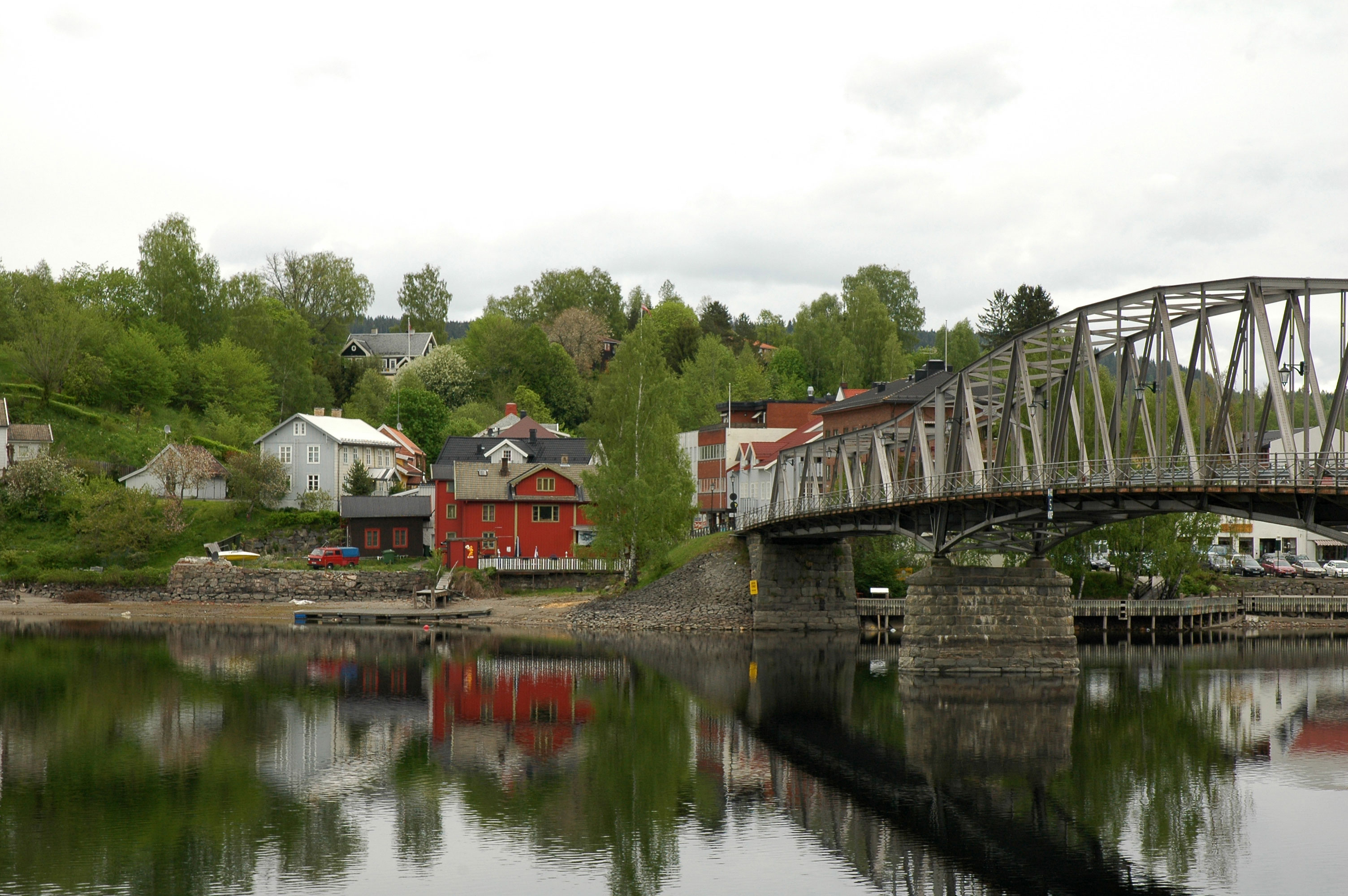
에이드스볼

에이드스볼의 위치

에이드스볼(노르웨이어: Eidsvoll)은 노르웨이 아케르스후스주의 도시이자 지방 자치체로 행정 중심지는 순데트(Sundet)이며 면적은 457km2, 인구는 25,436명(2020년 1월 1일 기준), 인구 밀도는 56명/km2이다.
1190년경에 로마네스크 건축 양식을 띤 십자형 교회인 에이드스볼 교회가 건립되었다. 1624년에는 덴마크의 크리스티안 4세 국왕에 의해 수력 발전에 기반한 철광석 제련 시설인 에이드스볼 베르크(Eidsvoll Verk)가 건립되었다. 1814년 5월 17일에는 에이드스볼에서 소집된 노르웨이 제헌의회가 《노르웨이 헌법》의 초안을 승인했다.

시 문장